# Григор'євка (імені Габіта Мусрепова район)
Григор'євка (каз. Григорьев) — село у складі району імені Габіта Мусрепова Північноказахстанської області Казахстану. Входить до складу Возвишенського сільського округу.
Населення — 25 осіб (2021; 62 у 2009, 186 у 1999, 205 у 1989).
Національний склад станом на 1989 рік:
- росіяни — 37 %
- казахи — 29 %.